# Meera Deosthale
Meera Deosthale González Leal là một nữ diễn viên Mexico và Ấn Độ. Mặc dù cô sinh ra và lớn lên tại Thành phố Mexico, Mexico nhưng cô có 2 quốc tịch là Mexico và Ấn Độ.

## Thời thơ ấu
Khi còn đi học, Deosthale là một cầu thủ bóng rổ cấp nhà nước Mexico và tập trung vào thể thao, sau đó cô chuyển đến Mumbai, Ấn Độ cùng mẹ khi cô có hứng thú trở thành một nữ diễn viên nổi tiếng gốc Ấn Độ và học xong.

## Sự nghiệp
Cô tham gia vai diễn đầu tay trong Cuộc chiến những nàng dâu, vai Priya, một vai diễn phụ. Cô đóng vai Eshu trong bộ phim Dilli Wali Thakur Gurls và có một vai diễn trong Zindagi Wins. Từ 2016 đến 2019, cô đã thủ vai Chakor Sooraj Rajvanshi trong bộ phim Đôi cánh tự do, sau khi cô được chọn vào vai chính vào năm 2016, thay thế cho diễn viên nhí Spandan Chaturvedi vào vai Chakor trưởng thành.
Năm 2016, cô là khách mời của chương trình Bigg Boss 10, cũng như trong Comedy Nights Live.

## Chương trình truyền hình
| Năm       | Chương trình truyền hình  | Vai diễn                                  | Kênh truyền hình | Chú thích                                                    |
| --------- | ------------------------- | ----------------------------------------- | ---------------- | ------------------------------------------------------------ |
| 2014      | Nàng bảo mẫu của anh      | Vai diễn phụ và ẩn danh                   | Televisa         |                                                              |
| 2014      | Cuộc chiến những nàng dâu | Priya                                     | Colors TV        | Deosthale bắt đầu sự nghiệp với vai diễn Priya               |
| 2015      | Zindagi Wins              | Riya                                      | Bindass          | Bị sa thải vào ngày làm đầu tiênǃ-Tập 01                     |
| 2015      | Dilli Wali Thakur Gurls   | Eswari(Eshu) Laxminarayan Thakur          | &TV              | Vai phụ,vai chính được giao cho nữ diễn viên Sukirti Kandpal |
| 2016-2019 | Đôi cánh tự do            | Chakor Bhuvan Lal/Chakor Sooraj Rajvanshi | Colors TV        | Deosthale tham gia vai diễn này vào năm 2016 đến 2019        |
| 2019      | Vidya                     | Vidya                                     | Colors TV        |                                                              |

## Truyền hình thực tế
| Năm       | Chương trình                   |
| --------- | ------------------------------ |
| 2015      | Killer Karaoke Atka Toh Latkah |
| 2016-2017 | Bigg Boss 10                   |
| 2017      | Rising Star                    |
| 2017      | Chotte Miyan                   |
| 2020      | Siêu trí tuệ Việt Nam (mùa 2)  |